# 代謝説
血液循環の自己調節における代謝説（たいしゃせつ、metabolic hypothesis）とは、代謝基質あるいは代謝産物の組織内濃度が循環の自己調節に関与しているとする学説である。
インスリン分泌機構における代謝説（たいしゃせつ、substrate site model あるいは fuel hypothesis）とは、グルコースが代謝されることによって膵B細胞でインスリン分泌の細胞内シグナルが産生されるとする学説である。
以下、それぞれを節に分けて記述する。

## 血液循環の自己調節における代謝説
血流が減少し、組織の代謝基質あるいは代謝産物が局所に蓄積、それらの物質によって血管が拡張して血流が増加するという説である。
血管拡張性因子には骨格筋におけるコリン作動性神経、骨格筋、内臓における血中アドレナリン、ヒスタミン、キニン類、P物質、VIP、EDRF、O2分圧低下、pH低下、CO2分圧上昇、乳酸、カリウムイオン、アデノシン、局所の温度上昇などがあり、局所性血管収縮性因子にはアドレナリン作動性神経、血中カテコールアミン、血中アンギオテンシンII、セロトニン、エンドセリン、局所の温度下降などがある。
自己調節を説明する仮説としては、代謝説のほかに筋原説と組織圧説があるがいずれも一元的には説明できず、これら仮説の三つの機構が関与しているものと考えられている。

## インスリン分泌機構における代謝説
インスリン分泌機構を説明する仮説としては、代謝説とグルコレセプター説が存在する。
1968年、Randle らによって(substrate site model)、また1979年、Malaisse らによって(fuel hypothesis)、グルコースや他の代謝され得る栄養物質によってインスリン分泌機構が調節されるとの仮説が提唱された。糖類でインスリン分泌を刺激するものはグルコース、マンノースなど代謝されるものに限定され、非代謝性の糖類はインスリン分泌を刺激せず、また、インスリン分泌刺激作用を有するロイシンは代謝を受ける。これらのことから、これら栄養物質が代謝され細胞内シグナルが産生されると考えられている。